# Opilio quadridentatus
Opilio quadridentatus is een hooiwagen uit de familie echte hooiwagens (Phalangiidae).